# Wanted: Dread and Alive
Pour les articles homonymes, voir Wanted.
Albums par Peter Tosh
Mystic Man Mama Africa
Wanted: Dread and Alive est un album de Peter Tosh sorti en 1981, produit et arrangé par lui-même, enregistré et mixé par Geoffrey Chung (producteur de Pablo Moses). On note pour la dernière fois sur un album de Peter Tosh la présence du duo basse/batterie Sly & Robbie.

## Liste des chansons
- version US :

1. Coming in Hot
2. Nothing But Love
3. Reggaemylitis
4. The Poor Man Feel It
5. Cold Blood
6. Wanted: Dread and Alive
7. Rastafari Is
8. What they will do
9. Fools Die

- version Europe :

1. Coming in Hot
2. Nothing But Love
3. Reggaemylitis
4. Rock With Me
5. Oh Bumbo Klaat
6. Wanted: Dread and Alive
7. Rastafari Is
8. Guide Me From My Friends
9. Fools Die

- version remasterisée (2002), qui réunit les 2 précédentes et des versions longues :

1. Coming in Hot
2. Nothing But Love
3. Reggaemylitis
4. Rock With Me
5. Oh Bumbo Klaat
6. Wanted: Dread and Alive
7. Rastafari Is
8. Guide Me From My Friends
9. Fools Die
10. the poor man feel it
11. cold blood
12. that's what they will do
13. rock with me (long mix)
14. nothing but love (long version)